# Belle Isle (Neufundland und Labrador)
Belle Isle (altfranzösisch für „Schöne Insel“) ist eine etwa 52 km² große Insel vor der Küste Labradors sowie der Nordspitze von Neufundland und gehört zur Provinz Neufundland und Labrador im Osten Kanadas. Ihren Namen verdankt die Insel dem französischen Entdecker Jacques Cartier.
Der Abstand der rund 17 km langen und bis zu 6 km breiten Insel zum kanadischen Festland beträgt knapp 24 km, ebenso der zu Neufundland. Nach ihr ist die teils weniger als 17 km breite Meerenge zwischen der Halbinsel Labrador und der Insel Neufundland benannt, die den Sankt-Lorenz-Golf mit dem offenen Atlantik als Belle-Isle-Straße verbindet. An deren nordöstlicher Öffnung zum Atlantischen Ozean liegt Belle Isle, und damit am Seeweg in Richtung Norden zur Hudson Bay und zu den Northwest Territories wie ebenfalls an der kürzesten Schifffahrtsroute, die Europa über den Sankt-Lorenz-Seeweg mit den Großen Seen Nordamerikas verbindet.
In ihrer höchsten Erhebung erreicht Belle Isle eine Höhe von ca. 213 m (699 ft) über dem Meer. Geologisch betrachtet stellt der Gipfel eine nördliche Fortsetzung der Long Range Mountains Neufundlands dar und somit auch der Appalachen. An der Nord- und Südspitze von Belle Isle befindet sich jeweils ein Leuchtturm. Die Insel ist nicht ganzjährig bewohnt, sondern nur während der Fischereisaison. In den umliegenden Gewässern trifft abhängig von der Wetterlage der Labradorstrom auf die von Westen kommende Strömung aus der Belle-Isle-Straße. Auf der Insel befindet sich das nördliche Ende des International Appalachian Trail.